# Ukraiński Kościół Prawosławny Patriarchatu Moskiewskiego
Ukraiński Kościół Prawosławny Patriarchatu Moskiewskiego (UKP PM, ukr. Українська православна церква Московського патріархату – УПЦ МП; ros. Украинская православная церковь (Московского патриархата) – УПЦ МП) – Kościół prawosławny obejmujący terytorium Ukrainy (od 2019 r. prowadzi też działalność zagraniczną). Ma status Cerkwi autonomicznej w jurysdykcji Rosyjskiego Kościoła Prawosławnego.
Oficjalna nazwa Kościoła brzmi Ukraiński Kościół Prawosławny. Publicystyczny dodatek Patriarchatu Moskiewskiego służy jego rozróżnieniu od innych ukraińskich związków wyznaniowych odwołujących się do tradycji prawosławnej. Językiem liturgicznym Kościoła jest cerkiewnosłowiański. 
27 maja 2022 r. Kościół, z inicjatywy swojego zwierzchnika metropolity Onufrego, przeprowadził nadzwyczajny sobór i wprowadził zmiany w swoim statucie, sugerujące zerwanie podległości wobec Patriarchatu Moskiewskiego i pełną samodzielność Kościoła. Dokument ten nie został jednak oficjalnie opublikowany, Cerkiew nie podjęła również dalszych działań na rzecz uznania za autokefaliczną przez inne Kościoły. Rosyjski Kościół Prawosławny w dalszym ciągu uważa Ukraiński Kościół Prawosławny za swoją część składową.
W sierpniu 2024 r. ukraińska Rada Najwyższa przyjęła prawo zakazujące działalności związków wyznaniowych związanych z Rosją. Parafie uznające jurysdykcję Ukraińskiego Kościoła Prawosławnego otrzymały dziewięć miesięcy na pełne zerwanie podległości kanonicznej. 
UKP PM nie jest jedyną Cerkwią prawosławną działającą na terytorium Ukrainy – równolegle z nim po ustanowieniu niepodległej Ukrainy (1991), w państwie tym powstały również Ukraiński Kościół Prawosławny Patriarchatu Kijowskiego i Ukraiński Autokefaliczny Kościół Prawosławny. Ich duchowieństwo, wespół z częścią duchowieństwa Cerkwi Prawosławnej Patriarchatu Moskiewskiego, w dniu 15 grudnia 2018 powołało nową Cerkiew – Kościół Prawosławny Ukrainy. Została ona uznana za kanoniczną przez Patriarchat Konstantynopolitański, który w związku z jej powstaniem uznał, iż Patriarchat Moskiewski przestał mieć kanoniczne podstawy do posiadania swojej autonomicznej metropolii na terytorium Ukrainy. Z kolei Prawosławny Patriarchat Jerozolimy, Rosyjski Kościół Prawosławny, Serbski Kościół Prawosławny i Polski Autokefaliczny Kościół Prawosławny oświadczyły, iż nie uznają Kościoła Prawosławnego Ukrainy za Cerkiew kanoniczną.
Podział prawosławia na Ukrainie wynika przede wszystkim z kwestii politycznych oraz ideologicznych (w tym z całkowicie odmiennych interpretacji historii Ukrainy i Rosji), zwłaszcza kwestii podporządkowania (lub braku podporządkowania) Moskwie. Nie przejawia się w różnicach doktrynalno-teologicznych.

## Historia

### Korzenie
W okresie ZSRR, po likwidacji ruchów na rzecz autokefalizacji Kościoła prawosławnego na Ukrainie, Egzarchat Ukraiński był jedynym legalnym prawosławnym związkiem wyznaniowym w Ukraińskiej Socjalistycznej Republice Radzieckiej. Po pseudosoborze lwowskim w 1946 przejął również struktury działającego na ziemiach anektowanych przez ZSRR po II wojnie światowej Kościoła katolickiego obrządku bizantyjsko-ukraińskiego.

### Formowanie się Kościoła

#### 1989–1991
W 1989 Michaił Gorbaczow zgodził się na wznowienie działalności duszpasterskiej na Ukrainie przez Kościół greckokatolicki. Od 1988 działał ponadto ruch na rzecz autokefalizacji Kościoła, w wyniku działań którego został powołany Ukraiński Autokefaliczny Kościół Prawosławny. Obydwa wymienione związki wyznaniowe zaczęły rywalizować z Egzarchatem Ukraińskim (podległym Moskwie) o przynależność jurysdykcyjną parafii. Latem i jesienią 1990 na Ukrainę przybył z wizytą nowo wybrany patriarcha moskiewski i całej Rusi Aleksy II, którego przyjazd spotkał się z gwałtownymi protestami zwolenników autokefalii. W czasie pierwszej z wizyt, występując przed duchowieństwem w ławrze Poczajowskiej, patriarcha zapewnił, iż Kościół prawosławny na Ukrainie otrzyma status autokefalicznego, co miało ratować pozycję prawosławia w kraju. Doszło jednak jedynie do likwidacji Egzarchatu Ukraińskiego połączonego z powołaniem w jego miejsce Kościoła autonomicznego pod nazwą Ukraińskiego Kościoła Prawosławnego. Komentując wydarzenia na Ukrainie, patriarcha zarzucił autokefalistom upolitycznianie religii. Kluczowe znaczenie dla patriarchy moskiewskiego miał fakt, że udzielając autokefalii Kościołowi na Ukrainie Patriarchat Moskiewski straciłby prawo określania siebie jako sukcesora metropolii kijowskiej – jednego z najstarszych i najważniejszych prawosławnych Kościołów słowiańskich.
Ogólna reakcja rosyjskich hierarchów Patriarchatu Moskiewskiego na ukraińskie aspiracje do autokefalii była negatywna; Ukrainie odmawiano uznania odrębnej tradycji cerkiewnej, która uzasadniałaby dążenia do budowy niezależnego Kościoła. Tymczasem zwolennicy autokefalii zdobyli zdecydowaną większość poparcia w zachodnich eparchiach Ukrainy (tj. na obszarze o najwyższym w byłym ZSRR wskaźniku religijności). Uniezależnienie się od Patriarchatu Moskiewskiego popierała także patriotyczna ukraińska inteligencja prawosławna. Tymczasem na Ukrainie wschodniej i środkowej (gdzie wysoki był odsetek ludności rosyjskiej) duchowieństwo i wierni opowiedzieli się za utrzymaniem status quo. W miarę rozwoju wydarzeń Synod Rosyjskiego Kościoła Prawosławnego był coraz bardziej przekonany, iż zwolennicy autokefalii dążą do schizmy, i z coraz większym zdecydowaniem bronił dotychczasowego zasięgu jurysdykcji Patriarchatu Moskiewskiego. Do zdecydowanego ataku na Ukraiński Autokefaliczny Kościół Prawosławny przystąpili również hierarchowie Ukraińskiego Kościoła Prawosławnego na czele z metropolitą kijowskim Filaretem, zarzucając mu kryptogrekokatolicyzm. Hierarchia kanonicznego Kościoła miała po swojej stronie poparcie Komunistycznej Partii Ukrainy.
Na początku 1991 Ukraiński Kościół Prawosławny Patriarchatu Moskiewskiego miał oficjalnie 5031 placówek duszpasterskich, z czego 1181 w Galicji i na Zakarpaciu, 1160 na Wołyniu i Bukowinie, 973 w obwodach żytomierskim, winnickim i chmielnickim. W kierunku wschodnim liczba parafii malała: w obwodzie ługańskim działały 92, zaś na Krymie – 40. Jeszcze w latach 1988–1991 władze komunistyczne przekazywały zamknięte dotąd cerkwie Patriarchatowi Moskiewskiemu, by nie przejęli ich grekokatolicy ani zwolennicy autokefalii. Mimo tego tylko w 1990 kanoniczny Kościół stracił na zachodniej Ukrainie ponad 600 parafii na rzecz wymienionych dwóch Kościołów.
Od 1991 Ukraiński Kościół Prawosławny Patriarchatu Moskiewskiego zaczął podkreślać, iż nie jest Kościołem o rosyjskim charakterze, wysyłając swoich przedstawicieli na ukraińskie uroczystości patriotyczne. W seminarium duchownym w Odessie został wprowadzony jako wykładowy język ukraiński. Postawa ta została jednak przyjęta z nieufnością z powodu faktu, że jeszcze rok wcześniej duchowieństwo Kościoła jednoznacznie opowiadało się za bliskim związkiem Ukrainy z Rosją. Obiektem szczególnej krytyki stał się metropolita Filaret, który w czasie swojej posługi na Ukrainie (od 1966) zwalczał wszelkie przejawy ukraińskości w kierowanych przez siebie strukturach, nagle zaś zmienił całkowicie poglądy.
Według danych z 1 stycznia 1992 jurysdykcję Patriarchatu Moskiewskiego uznawały na Ukrainie 5473 parafie, przy czym na zachodzie kraju (w obwodach lwowskim, iwanofrankiwskim i większej części tarnopolskiego) ustępowały one liczebnie parafiom greckokatolickim oraz placówkom Kościoła Autokefalicznego.

#### Apel metropolity Filareta o nadanie autokefalii i jego konsekwencje

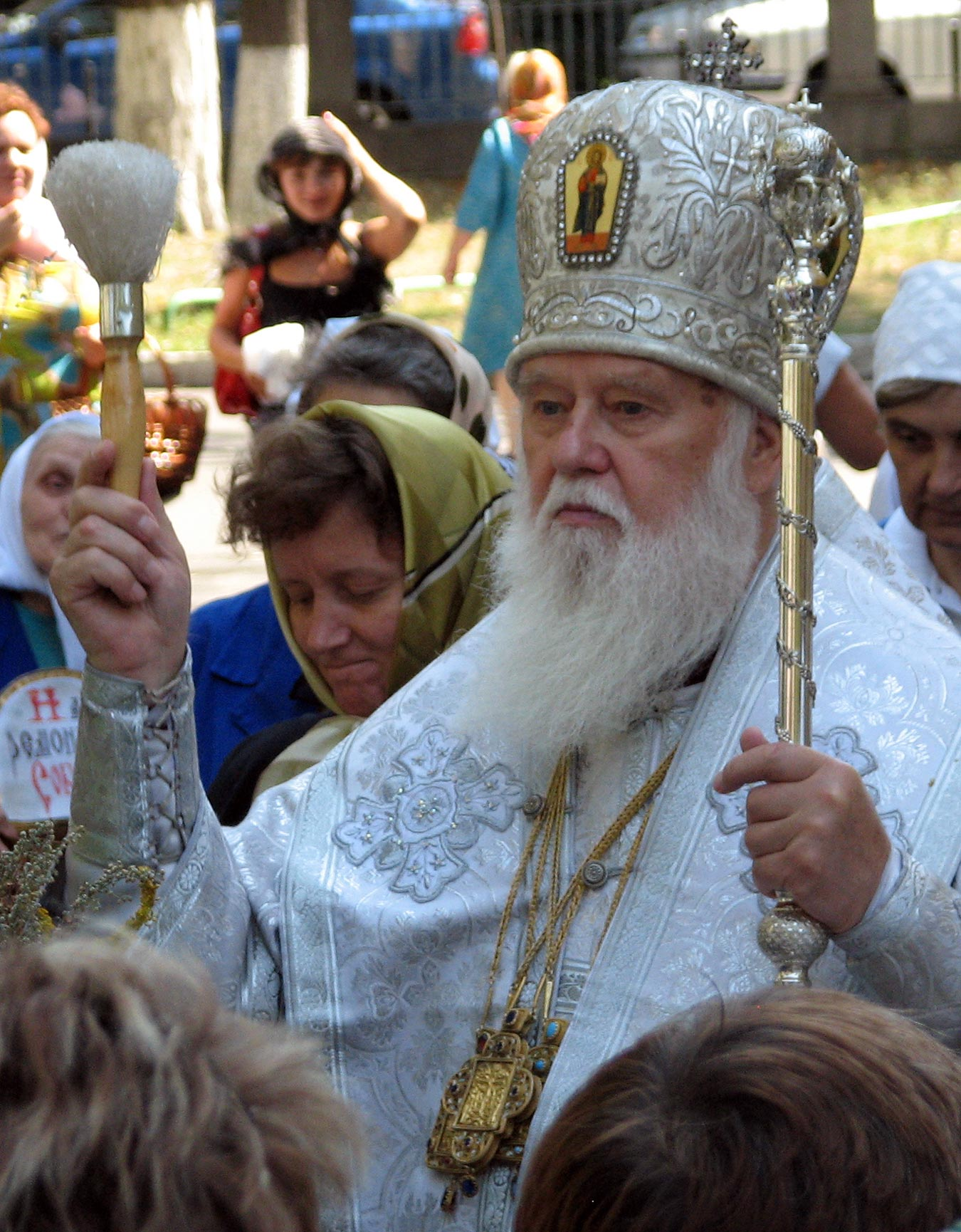
Metropolita kijowski Filaret (Denysenko)

W związku z ogłoszeniem przez Ukrainę niepodległości, jej międzynarodowym uznaniem i ogólnym kierunkiem polityki prezydenta Łeonida Krawczuka, metropolita Filaret zwołał sobór biskupów Ukraińskiego Kościoła Prawosławnego, który wystosował oficjalną prośbę do Patriarchatu Moskiewskiego o autokefalię. W momencie tym w Kościele Ukraińskim trwał już spór wewnętrzny: jeden z wikariuszy metropolii kijowskiej, biskup perejasławski Jonatan, publicznie oskarżył metropolitę o łamanie zasady celibatu mnichów. Sobór nie zakończył się jednomyślną decyzją: czterech hierarchów odmówiło podpisania prośby o autokefalię, tymczasem metropolita nawiązał równolegle kontakty z Patriarchatami Moskiewskim i Konstantynopolitańskim.
W dniach 1–3 kwietnia 1992 Sobór Biskupów Rosyjskiego Kościoła Prawosławnego rozważał kwestię autokefalii Kościoła na Ukrainie. Występując przed jego uczestnikami, metropolita Filaret stwierdził, iż Cerkiew Ukraińska spełnia wszelkie warunki autokefalizacji, ponadto jako organizm niezależny od Moskwy mogłaby skuteczniej rywalizować z Kościołem greckokatolickim oraz z Ukraińskim Autokefalicznym Kościołem Prawosławnym. W atmosferze pogarszających się stosunków ukraińsko-rosyjskich Synod poparł jednak przeciwników autokefalii i zażądał od metropolity Filareta deklaracji odejścia z urzędu. Obiecał mu przy tym powierzenie innej katedry, w Rosji. Kwestię przyszłości Kościoła na Ukrainie miał rozważyć kolejny sobór, nie podano jednak terminu jego zwołania.
Po powrocie na Ukrainę metropolita oznajmił, iż deklaracja odejścia została na nim wymuszona. Zaczął również zwalczać wewnątrzkościelną opozycję, przenosząc sprzeciwiających się autokefalii hierarchów na mało prestiżowe katedry lub wymuszając odejście w stan spoczynku. Wówczas Synod Rosyjskiego Kościoła Prawosławnego zwolnił biskupów ukraińskich z obowiązku posłuszeństwa metropolicie. 30 kwietnia 1992, z inicjatywy arcybiskupa żytomierskiego Hioba, w Żytomierzu zebrało się sześciu biskupów (metropolita winnicki Agatangel, arcybiskup żytomierski Hiob, biskup kirowohradzki Bazyli, biskup czerniowiecki Onufry, biskup tarnopolski Sergiusz oraz biskup doniecki i słowiański Alipiusz), rektor seminarium w Odessie archimandryta Tichon, dziekan monasteru Zaśnięcia Matki Bożej w Odessie ihumen Tytus oraz grupa duchowieństwa parafialnego, którzy zaapelowali o organizację soboru, który wybrałby następcę Filareta. Jego samego oskarżyli o krzywoprzysięstwo.

#### Synod w Charkowie
27 maja 1992 pod przewodnictwem metropolity charkowskiego Nikodema, bez udziału metropolity Filareta, w Charkowie zebrał się synod biskupów Ukraińskiego Kościoła Prawosławnego, który ogłosił pozbawienie Filareta urzędu i wybór na jego miejsce metropolity rostowskiego i nowoczerkaskiego Włodzimierza. Władze ukraińskie ogłosiły, iż zgromadzenie przeprowadzone bez udziału zwierzchnika Kościoła było nielegalne, jednak odwołany metropolita stracił poparcie praktycznie całości duchowieństwa Kościoła. W związku z tym zwrócił się do Ukraińskiego Autokefalicznego Kościoła Prawosławnego z prośbą o przyjęcie w skład jego episkopatu, zrywając łączność z Patriarchatem Moskiewskim. Decyzje charkowskiego synodu potwierdził Święty Synod Rosyjskiego Kościoła Prawosławnego. Istnieją świadectwa, według których o wyborze Włodzimierza zdecydowano już wcześniej w Moskwie, zaś synod z 27 maja odbywał się pod kontrolą metropolity smoleńskiego i kaliningradzkiego Cyryla, pozostającego z uczestnikami w kontakcie telefonicznym. Serhii Plokhy podkreśla jednak, że bezpośrednia interwencja Patriarchatu Moskiewskiego była możliwa tylko dzięki otwartej opozycji ukraińskich biskupów wobec metropolity Filareta. 12 czerwca 1992 Filaret (Denysenko) został pozbawiony wszystkich godności kościelnych, w tym stanu kapłańskiego, zachował jedynie status mnicha.
W ocenie Franka Sysyna nie ma wątpliwości, iż Patriarchat Moskiewski stale dążył do zachowania pełnej kontroli nad strukturami prawosławnymi na Ukrainie.
Wobec nieprzejednanego stanowiska Patriarchatu Moskiewskiego władze ukraińskie zaprzestały działań na rzecz budowy autokefalicznej Cerkwi ukraińskiej w zgodzie z prawem kanonicznym i wsparły byłego metropolitę Filareta, gdy ten zaczął organizować drugi narodowy prawosławny Kościół ukraiński – Ukraiński Kościół Prawosławny Patriarchatu Kijowskiego (zwierzchnik Kościoła Autokefalicznego Mścisław nie cieszył się zaufaniem władz). Politykę wspierania Patriarchatu Kijowskiego Łeonid Krawczuk prowadził do końca prezydentury, jego następca Łeonid Kuczma zarzucił ją.

### Lata 90. XX wieku

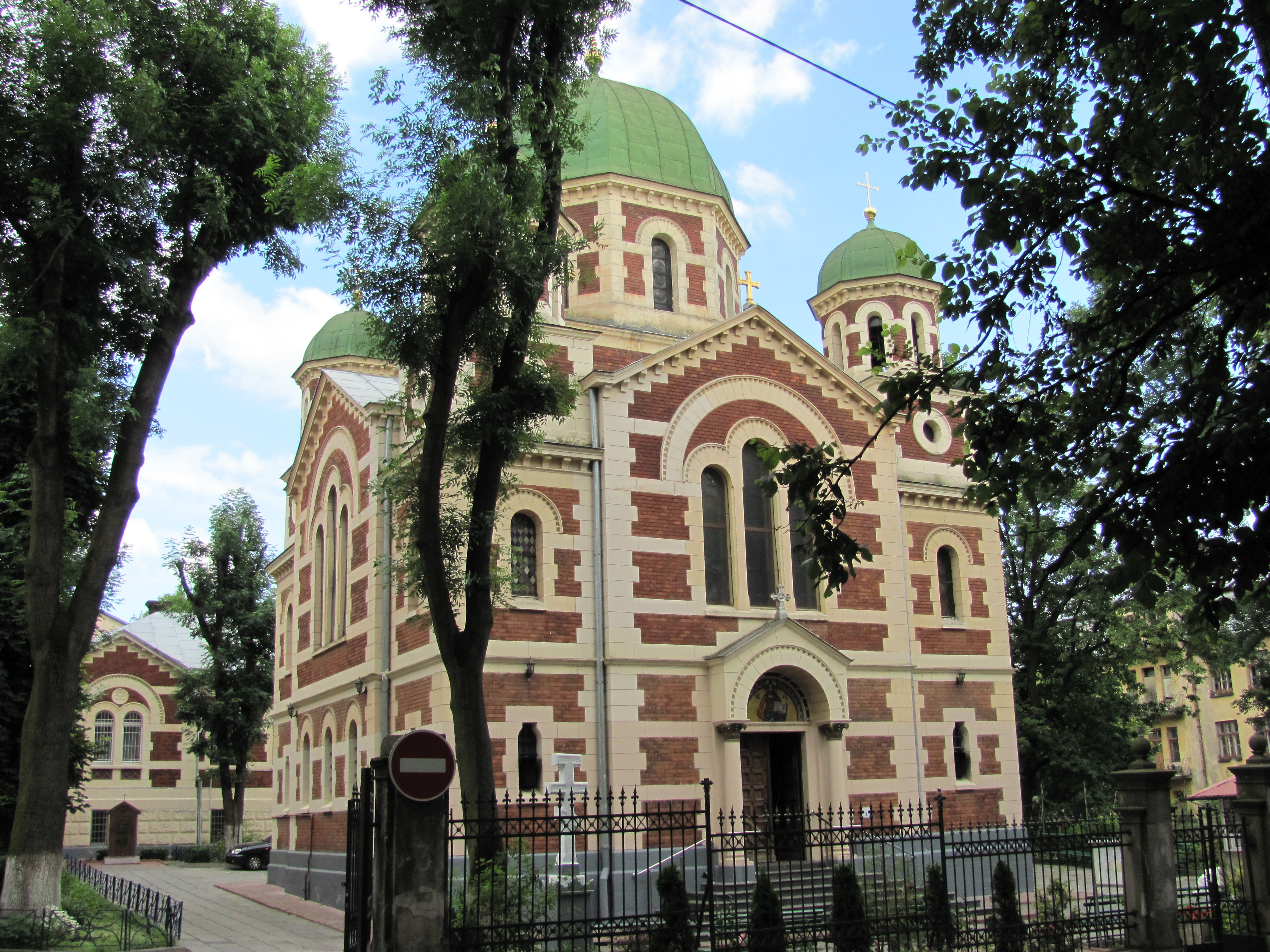
Cerkiew św. Jerzego we Lwowie

W latach 1991–1999 liczba parafii Ukraińskiego Kościoła Prawosławnego systematycznie rosła – w 1993 prowadził on 5449 placówek duszpasterskich, w 1997 – 6882, zaś w 1999 – 8168. W 1996 wszedł w skład Wszechukraińskiej Rady Kościołów i Organizacji Religijnych.
Duchowni Ukraińskiego Kościoła Prawosławnego Patriarchatu Moskiewskiego oraz publikacje związane z kanonicznymi Kościołami prawosławnymi podkreślają, iż w latach 90. XX wieku władze Ukrainy (centralne, jak i lokalne) przekazały niekanonicznym Cerkwiom szereg obiektów sakralnych należących przed 1989 do Patriarchatu Moskiewskiego. W ten sposób kanoniczna Cerkiew straciła m.in. sobór Świętej Trójcy w Łucku (w 1992), górną cerkiew w soborze Zmartwychwstania Pańskiego w Równem.
W 1997, komentując sytuację religijną na Ukrainie, metropolita kijowski Włodzimierz stwierdził, że nadanie autokefalii wywołałoby rozłam w Kościele. W jego ocenie wśród mnichów i mniszek Kościoła dominuje przywiązanie do jedności z Kościołem Rosyjskim, podczas gdy wśród hierarchii zdania w tej kwestii są podzielone po połowie. Duchowny ocenił, iż gdyby autokefalia została nadana, niechętna jej część duchowieństwa przeszłaby w jurysdykcję Patriarchatu Moskiewskiego, pociągając za sobą część wiernych.
W 1998 Ukraiński Kościół Prawosławny Patriarchatu Moskiewskiego pozostawał dominującym wyznaniem we wszystkich obwodach Ukrainy poza Galicją, chociaż zdaniem J. Snydera wyciąganie wniosków tego typu utrudnia niewielka ilość w pełni wiarygodnych statystyk. W najbardziej zdecydowany sposób dominował liczebnie w Republice Autonomicznej Krymu (37,8% parafii wszystkich wyznań), natomiast znacznie ustępował Patriarchatowi Kijowskiemu w Kijowie (mniej niż 8% placówek duszpasterskich w porównaniu z 34,3% Patriarchatu Kijowskiego) i nieznacznie na Doniecczyźnie. Patriarchat Moskiewski zachował również kontrolę nad wszystkim najważniejszymi ośrodkami pielgrzymkowymi na Ukrainie. Szczególne znaczenie dla Ukraińskiego Kościoła Prawosławnego ma stauropigialna Ławra Poczajowska, od XIX w. silny ośrodek łączności prawosławia na Ukrainie zachodniej z Patriarchatem Moskiewskim.

## XXI w.

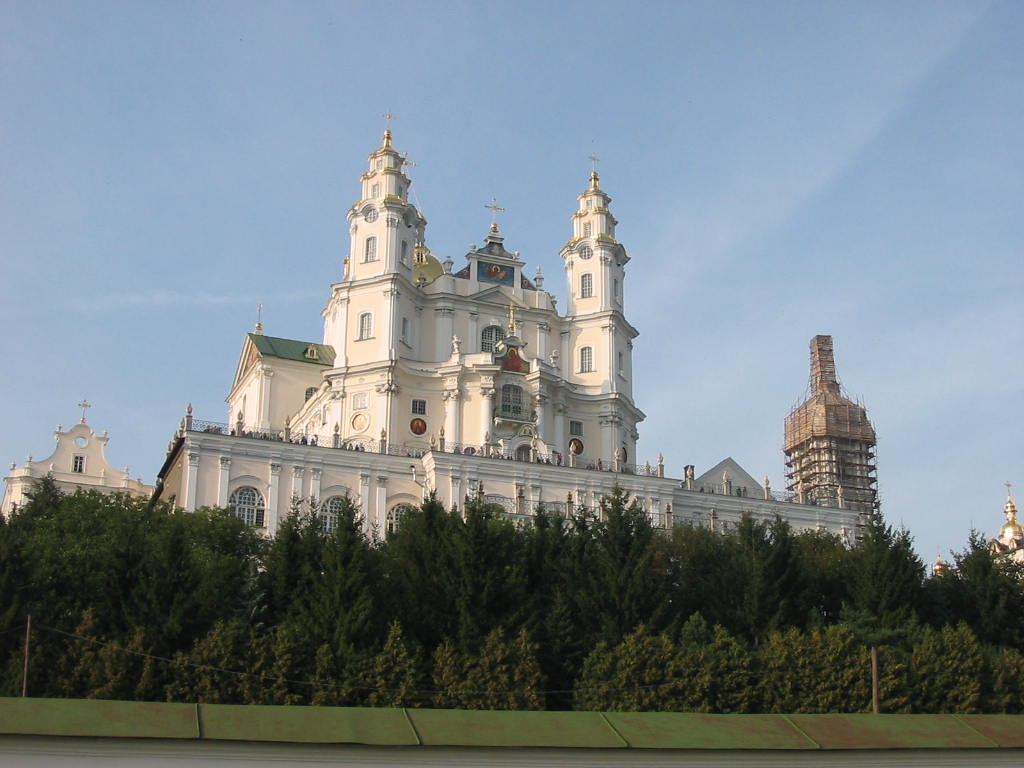
Ławra Poczajowska

Tradycyjnie największy odsetek wiernych jednoznacznie identyfikujących się z Patriarchatem Moskiewskim zamieszkuje Ukrainę wschodnią i centralną (a zatem obszary będące równocześnie najbardziej zsekularyzowanymi regionami). Kościół z rosnącym powodzeniem działa jednak również na zachodzie kraju. Według N. Mitrochina jego sukcesy w tej części Ukrainy wynikają z ukrywania podporządkowania patriarsze moskiewskiego i całej Rusi.
Zdaniem A. Wilsona w Ukraińskim Kościele Prawosławnym Patriarchatu Moskiewskiego widoczna jest grupa biskupów o nastawieniu ukrainofobicznym, niechętnych miejscowym tradycjom, jak również skrzydło jej przeciwne, akcentujące, iż Cerkiew może być wspólnotą łączącą Ukraińców i Rosjan. Wśród zwolenników drugiego poglądu panuje przekonanie, iż podział na Rosję, Ukrainę i Białoruś jest sztuczny i należy mówić raczej o wspólnej przestrzeni kulturowej – Rusi (Święta Ruś).

### Po Euromajdanie i wobec wojny w Donbasie
W czasie protestów na Ukrainie na przełomie lat 2013 i 2014, zakończonych obaleniem rządów Wiktora Janukowycza, Ukraiński Kościół Prawosławny Patriarchatu Moskiewskiego organizował nabożeństwa w intencji pokoju i uniknięcia przelewu krwi, a następnie w intencji zabitych podczas protestów. Duchowni Kościoła podkreślali prawo obywateli Ukrainy do pokojowych protestów. W ocenie religioznawcy Nikołaja Mitrochina działania te nie oznaczały zajęcia stanowiska w konflikcie między protestem na Majdanie (Rewolucją godności) a władzą państwową, jaką reprezentował prezydent Janukowycz. Marginalne w skali całego Kościoła były wypowiedzi jednoznacznie popierające Wiktora Janukowycza i potępiające protestujących. Takie stanowisko Cerkwi było efektem wewnętrznych podziałów w niej i rywalizacji grup biskupów w różnym wieku i o różnych poglądach.
Już po zwycięstwie protestów, 24 lutego 2014, metropolita Włodzimierz ze względu na zły stan zdrowia zrezygnował z funkcji zwierzchnika Kościoła, zaś locum tenens został dotychczasowy metropolita czerniowiecki i bukowiński Onufry. Synod Kościoła wydał orędzie do wiernych, w którym ponownie podkreślił, iż modli się w intencji rannych i zabitych, dąży do ustanowienia pokoju w społeczeństwie, wzywa zaś do tego, by nie dopuścić do wybuchu w kraju nowych waśni religijnych oraz do rozpadu Ukrainy. Duchowni Kościoła protestowali przeciwko rosyjskiej aneksji Krymu, a po wybuchu separatystycznych wystąpień na wschodzie kraju wzywali do pokoju i zaprzestania walk na czas Wielkanocy. Przedstawiciele Kościoła domagali się od Rosji zaprzestania interwencji w funkcjonowanie państwa ukraińskiego, oczekiwali również, że na rząd rosyjski spróbuje w tym zakresie wpłynąć patriarcha moskiewski i całej Rusi Cyryl. Nieliczni duchowni Kościoła otwarcie wystąpili natomiast po stronie separatystów (liczba ta malała w miarę rozwoju sytuacji) lub zbiegli do Rosji i w mediach rosyjskich atakowali rząd ukraiński.
5 lipca 2014 zmarł pierwszy zwierzchnik Ukraińskiego Kościoła Prawosławnego Patriarchatu Moskiewskiego – metropolita kijowski Włodzimierz (Sabodan). Kościołem nadal zarządzał metropolita Onufry, a jego stanowisko w sprawie konfliktu na wschodzie Ukrainy nie uległo zmianie. 9 lipca Kościół poparł wezwanie Rady Kościołów i Organizacji Religijnych Ukrainy do separatystów, w którym apelowano o złożenie broni i zakończenie walki, jak również potępiono prześladowania religijne na kontrolowanym przez nich terenie oraz potencjalny podział Ukrainy. 13 sierpnia 2014 Święty Sobór biskupów wybrał Onufrego na nowego metropolitę kijowskiego i całej Ukrainy.

### Wobec starań władz Ukrainy o utworzenie Cerkwi autokefalicznej
19 kwietnia 2018 r. Rada Najwyższa Ukrainy, a trzy dni później także prezydent kraju Petro Poroszenko zwrócili się do patriarchy konstantynopolitańskiego Bartłomieja z prośbą o utworzenie kanonicznej ukraińskiej Cerkwi prawosławnej. Prośbę tę poparły Ukraiński Kościół Prawosławny Patriarchatu Kijowskiego oraz Ukraiński Autokefaliczny Kościół Prawosławny, ale nie Ukraiński Kościół Prawosławny Patriarchatu Moskiewskiego, który w liście do duchowieństwa i wiernych stwierdził, że utworzenie paralelnej kanonicznej jurysdykcji na Ukrainie pogłębi tylko konflikty religijne w kraju.

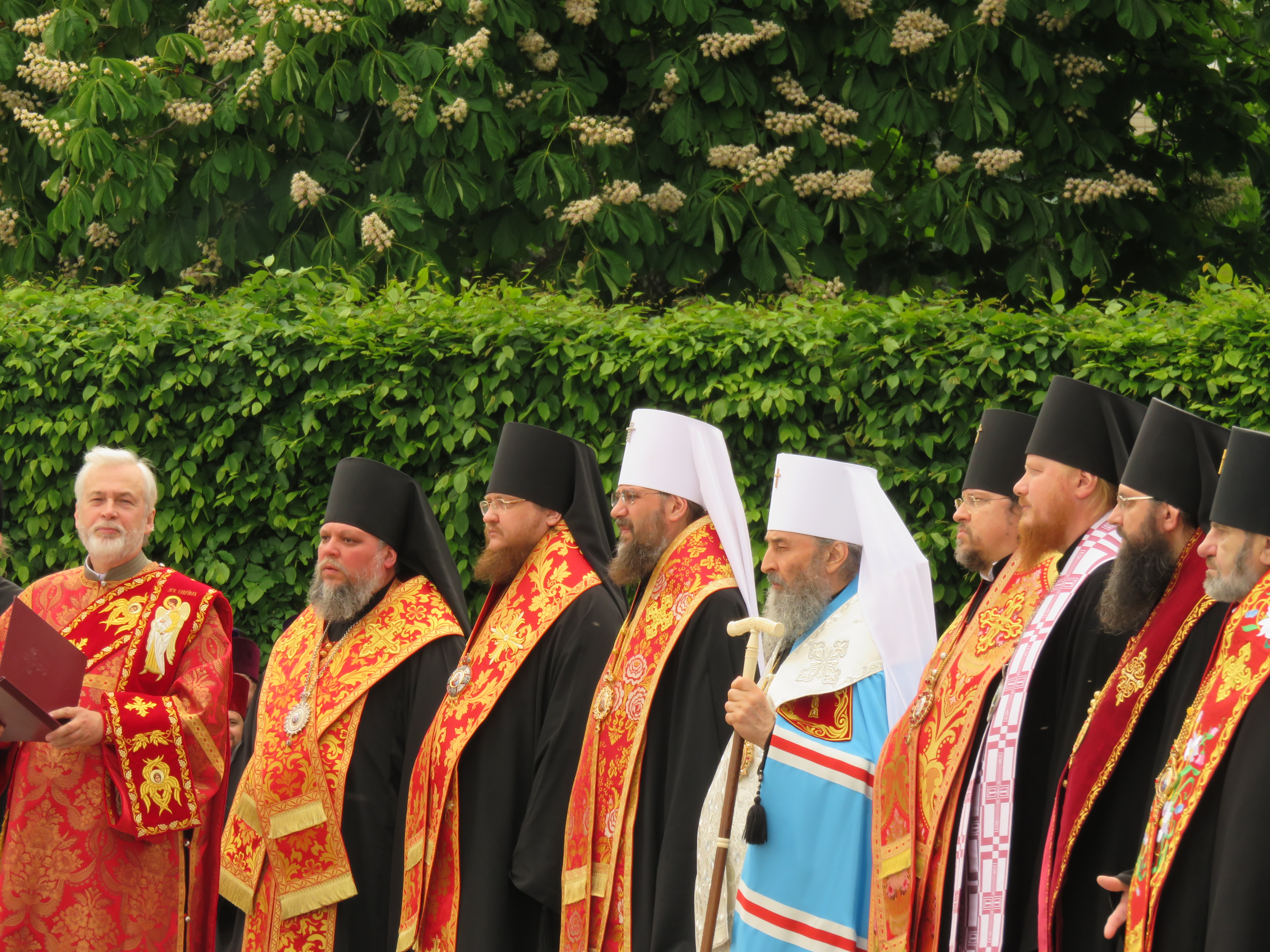
Grupa biskupów Ukraińskiego Kościoła Prawosławnego Patriarchatu Moskiewskiego na uroczystościach w kijowskim Parku Chwały, maj 2016 r. W białym kłobuku i błękitnej mantii metropolita kijowski Onufry

7 września 2018 r. patriarcha konstantynopolitański Bartłomiej skierował do Kijowa swoich wysłanników (egzarchów) – biskupa Pamfilii Daniela i biskupa Edmonton Hilariona – z zadaniem zbudowania cerkwi niezależnej od Rosyjskiej Cerkwi Prawosławnej, która skrytykowała tę decyzję jako naruszenie jej suwerenności i zarzuciła Bartłomiejowi łamanie prawa kanonicznego. 11 października 2018 r. Patriarchat Konstantynopolitański ogłosił zdjęcie anatemy ze zwierzchnika Patriarchatu Kijowskiego Filareta, co oznaczało uznanie całej struktury za działającą legalnie w świetle kanonów cerkiewnych. Jednocześnie Patriarchat Konstantynopolitański uznał zwierzchnika Ukraińskiego Autokefalicznego Kościoła Prawosławnego, metropolitę Makarego za kanonicznego biskupa, przez co również kierowana przez niego struktura stała się kanoniczną. Ukraiński Kościół Prawosławny Patriarchatu Moskiewskiego ogłosił, iż decyzje Konstantynopola w sprawie obydwu niekanonicznych dotąd Kościołów są niejasne, toteż będzie nadal traktować obydwa jako rozłamowe, nadal uznając się za jedyną w pełni kanoniczną Cerkiew na Ukrainie.
11 października zwierzchnik Patriarchatu Kijowskiego Filaret zadeklarował, że nie ma przeszkód dla zwołania soboru, na którym utworzona zostanie jedna Cerkiew ukraińska, która następnie otrzyma z Konstantynopola status autokefalicznej. Na sobór oficjalnie zaproszono przedstawicieli wszystkich Cerkwi działających na Ukrainie, jednak Ukraiński Kościół Prawosławny Patriarchatu Moskiewskiego od początku zapowiadał, że nie weźmie w zgromadzeniu udziału, a 13 listopada oficjalnie potwierdził tę decyzję na posiedzeniu Świętego Synodu. W październiku i listopadzie 2018 r. siedem eparchii UKP PM na zjazdach duchowieństwa zadeklarowało, że popiera dalsze istnienie swojego Kościoła w dotychczasowym kształcie i uważa metropolitę kijowskiego Onufrego za jedynego kanonicznego zwierzchnika ukraińskiego prawosławia.
15 grudnia 2018 r. w Kijowie odbył się sobór zjednoczeniowy, na którym pod auspicjami Patriarchatu Konstantynopolitańskiego utworzony został Kościół Prawosławny Ukrainy. Tym samym Ukraiński Kościół Prawosławny Patriarchatu Kijowskiego oraz Ukraiński Autokefaliczny Kościół Prawosławny dokonały samorozwiązania. Ukraiński Kościół Prawosławny Patriarchatu Moskiewskiego nie przysłał na sobór oficjalnej delegacji. Obecni podczas obrad duchowni (w tym metropolici winnicki i barski Symeon oraz perejasławski i wiszniewski Aleksander) działali na własną rękę i dwa dni po soborze zostali przez UKP PM uznani za sprawców rozłamu i suspendowani. Z kolei Patriarchat Konstantynopolitański stoi na stanowisku, że po soborze z 15 grudnia dalsza działalność UKP PM na terytorium Ukrainy nie jest już kanonicznie uzasadniona.
20 grudnia 2018 Rada Najwyższa Ukrainy uchwałą zobowiązała UKP PM do przyjęcia nowej nazwy, która będzie jednoznacznie wskazywać na jego przynależność do Rosyjskiego Kościoła Prawosławnego. W grudniu 2019 uchwała ta została anulowana przez Sąd Najwyższy Ukrainy.

### Wobec inwazji rosyjskiej na Ukrainę
Po rosyjskiej inwazji na Ukrainę 24 lutego 2022 r. znaczna część duchowieństwa Kościoła Ukraińskiego Kościoła Prawosławnego Patriarchatu Moskiewskiego sprzeciwiła się stanowisku patriarchy moskiewskiego Cyryla, który jednoznacznie stanął po stronie Władimira Putina i Rosji. Spowodowało to negatywną reakcję UKP PM i wzrost tendencji separatystycznych. Wielu duchownych wycofało z liturgii modlitwę za Cyryla. Taką postawę przyjęli m.in. mnisi najważniejszego z ukraińskich monasterów, Ławry Peczerskiej. 400 duchownych Kościoła publicznie oskarżyło Cyryla o wspieranie wojsk agresora i szerzenie doktryny „russkiego miru”, sprzecznej z nauką Kościoła prawosławnego. Metropolita kijowski i całej Ukrainy Onufry już 24 lutego wezwał Władimira Putina do przerwania wojny, a Ukraińców – do wspierania armii, męstwa i zachowania spokoju. Na początku marca w sondażu grupy Rejting 52% wiernych Ukraińskiego Kościoła Prawosławnego Patriarchatu Moskiewskiego opowiadała się za tym, by oderwać się od Patriarchatu Moskiewskiego, ogłaszając autokefalię. W kwietniu za takim rozwiązaniem opowiadało się 74% Ukraińców, w tym ponad 60% wiernych UKP PM.
27 maja 2022 r. Kościół, z inicjatywy swojego zwierzchnika metropolity Onufrego, przeprowadził nadzwyczajny sobór i wprowadził zmiany w swoim statucie, sugerujące pełną niezależność Kościoła. Dokument ten nie został jednak oficjalnie opublikowany, Cerkiew nie podjęła również dalszych działań na rzecz faktycznego uzyskania statusu Kościoła autokefalicznego. Część duchowieństwa Kościoła, które mimo wojny zachowało prorosyjskie nastawienie, w praktyce zbojkotowała ustalenia soboru, niektórzy wyjechali do Rosji. Eparchia roweńkowska, znajdująca się na terytorium samozwańczej Ługańskiej Republiki Ludowej, publicznie odcięła się od jego decyzji i przeszła w konsekwencji w bezpośrednią jurysdykcję patriarchy moskiewskiego. Rosyjski Kościół Prawosławny w dalszym ciągu uważa Ukraiński Kościół Prawosławny za swoją część składową.
W sierpniu 2024 r. ukraińska Rada Najwyższa przyjęła prawo zakazujące działalności związków wyznaniowych związanych z Rosją. Parafie uznające jurysdykcję Ukraińskiego Kościoła Prawosławnego otrzymały dziewięć miesięcy na pełne zerwanie podległości kanonicznej.

## Liczba wiernych
Nie istnieją oficjalne dane precyzujące liczbę wiernych poszczególnych związków wyznaniowych na Ukrainie, ani inne całkowicie wiarygodne badania w tej kwestii. Z tego powodu można przywoływać jedynie badania sondażowe. W 2003 Ukrainian Sociology Service szacował liczbę wiernych na 15,4% całej populacji kraju, co czyniłoby z Kościoła największy związek wyznaniowy na Ukrainie. W 2006 Centrum Razumkowa oceniło liczbę wiernych Ukraińskiego Kościoła Prawosławnego Patriarchatu Moskiewskiego na 10,9%, o niecałe cztery punkty procentowe mniej, niż Patriarchat Kijowski. Sondaż Ukrainian Sociology Service z 2007 dał odmienne wyniki, wskazując, że do Ukraińskiego Kościoła Prawosławnego Patriarchatu Moskiewskiego należało 20,9% obywateli Ukrainy (do Patriarchatu Kijowskiego – 32,4).
Według danych Państwowego Komitetu ds. Narodowości i Religii z 1 stycznia 2010 Ukraiński Kościół Prawosławny Patriarchatu Moskiewskiego był największym związkiem wyznaniowym na Ukrainie pod względem liczby placówek duszpasterskich.
Z kolei w kwietniu 2014 sondaż Centrum Razumkowa wykazał, że do Kościoła należy 25% prawosławnych Ukraińców (prawosławni wszystkich jurysdykcji stanowią 70% społeczeństwa), o niecałe trzy punkty procentowe mniej, niż rok wcześniej. Patriarchat Kijowski w tym samym czasie gromadził 32% wiernych prawosławnych i odnotował wzrost o ok. 7 punktów procentowych. W 2015 liczbę wiernych Kościoła oceniano w granicach 6–9 mln. W czerwcu 2017 r. kolejny sondaż, przeprowadzony wspólnie przez pracownie KMYS, Rejting, SOCIS oraz Centrum Razumkowa wykazał, że z UPK PM identyfikowało się 24,7% prawosławnych obywateli Ukrainy (to wyznanie wskazało 68,3% ankietowanych), mniej, niż z Patriarchatem Kijowskim (39,7%) i po prostu z prawosławiem, bez dookreślania jurysdykcji. Sukces Euromajdanu i wojna w Donbasie sprawiły, że liczba obywateli Ukrainy utożsamiających się z Patriarchatem Kijowskim wzrosła, natomiast liczba uczęszczających do świątyń Ukraińskiego Kościoła Prawosławnego Patriarchatu Moskiewskiego spadła. Przedstawiciele Patriarchatu Kijowskiego twierdzą, że od 2015 do 2017 r. przejęli z rąk Patriarchatu Moskiewskiego około 30 cerkwi parafialnych.

## Status kanoniczny

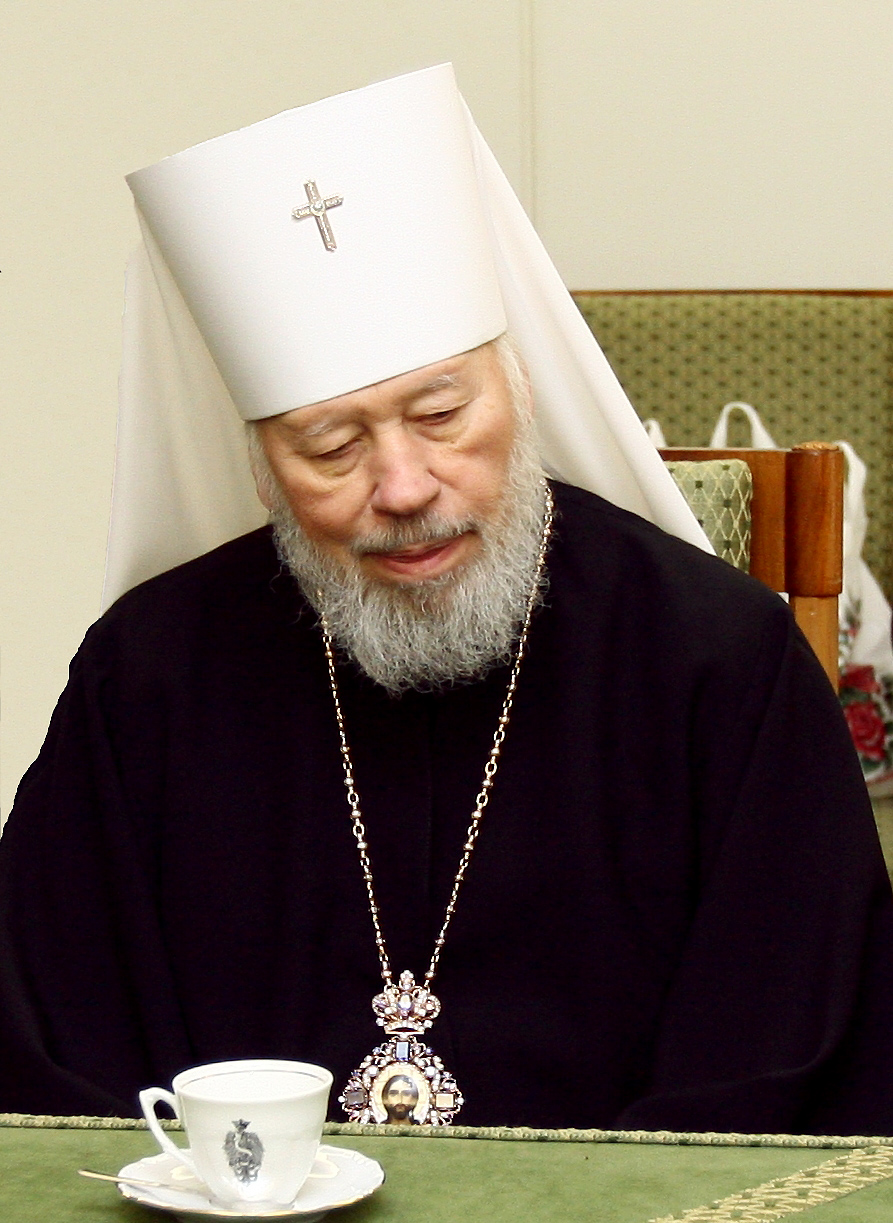
Metropolita kijowski i całej Ukrainy Włodzimierz (Sabodan), zwierzchnik Kościoła od jego utworzenia do 24 lutego 2014

Ukraiński Kościół Prawosławny stanowi część Patriarchatu Moskiewskiego. W jego ramach posiada status Kościoła samorządnego na prawach szerokiej autonomii. Szczegółowo zasady jego działania reguluje statut wewnętrzny zatwierdzany przez patriarchę moskiewskiego i całej Rusi na wniosek metropolity kijowskiego oraz postanowienia tomosu patriarchy Aleksego II z 1990. W dokumencie tym Cerkiew Ukraińską określono jako „wolną i niezależnie zarządzaną”. Przedstawiciele Kościoła twierdzą, iż ma on „wszelkie cechy autokefalii”. 27 maja 2022 r. Kościół, z inicjatywy swojego zwierzchnika metropolity Onufrego, przeprowadził nadzwyczajny sobór i wprowadził zmiany w swoim statucie, sugerujące pełną niezależność Kościoła. Dokument ten nie został jednak oficjalnie opublikowany, Cerkiew nie podjęła również dalszych działań na rzecz faktycznego uzyskania statusu Kościoła autokefalicznego. Rosyjski Kościół Prawosławny w dalszym ciągu uważa Ukraiński Kościół Prawosławny za swoją część składową.
Ukraiński Kościół Prawosławny Patriarchatu Moskiewskiego był do października 2018 r. jedyną administraturą prawosławną na terytorium Ukrainy, której kanoniczność była uznawana przez pozostałe lokalne Kościoły prawosławne. W związku z tym wielokrotnie zwracał się z apelami do wiernych Patriarchatu Kijowskiego i Ukraińskiego Autokefalicznego Kościoła Prawosławnego o przejście w jego jurysdykcję. Podkreślano przy tym, iż popiera utworzenie jednego autokefalicznego Kościoła na Ukrainie, w zgodzie z prawem kanonicznym. W 2006 metropolita kijowski Włodzimierz stwierdził, że niekanoniczne Cerkwie mogą działać na Ukrainie tylko dzięki poparciu władz. UKP PM zarzuca również Patriarchatowi Kijowskiemu etnofiletyzm (uświęcanie narodu). Między obydwoma Kościołami nadal dochodzi do przypadków rywalizacji o prawo własności obiektów sakralnych, a sakramenty sprawowane przez duchownych Patriarchatu Kijowskiego nie są uznawane w UKP PM. Osoby przechodzące z Patriarchatu Kijowskiego do Ukraińskiego Kościoła Prawosławnego Patriarchatu Moskiewskiego są powtórnie chrzczone.
W 2014, po protestach na Ukrainie zakończonych sukcesem opozycji, zwierzchnik Patriarchatu Kijowskiego Filaret zwrócił się do Ukraińskiego Kościoła Prawosławnego Patriarchatu Moskiewskiego z sugestią podjęcia rozmów w sprawie zjednoczenia obydwu Cerkwi. Propozycja ta została przyjęta; Kościół w rozmowach miała reprezentować komisja w składzie: arcybiskup ługański i alczewski Mitrofan, arcybiskup kamieniecko-podolski Teodor, biskup lwowski Filaret, protoprezbiter Mykołaj Danyłewycz oraz W. Bureha. Locum tenens Ukraińskiego Kościoła Prawosławnego, metropolita Onufry, podkreślił jednak, że trudno przewidywać wyniki planowanego dialogu. Na posiedzeniu Synodu UKP PM w dniu 24 czerwca 2015 podjęto decyzję o kontynuowaniu dialogu z Ukraińskim Autokefalicznym Kościołem Prawosławnym. Żadna jednak z tych inicjatyw nie przyniosła wyraźnych efektów.

## Ustrój wewnętrzny

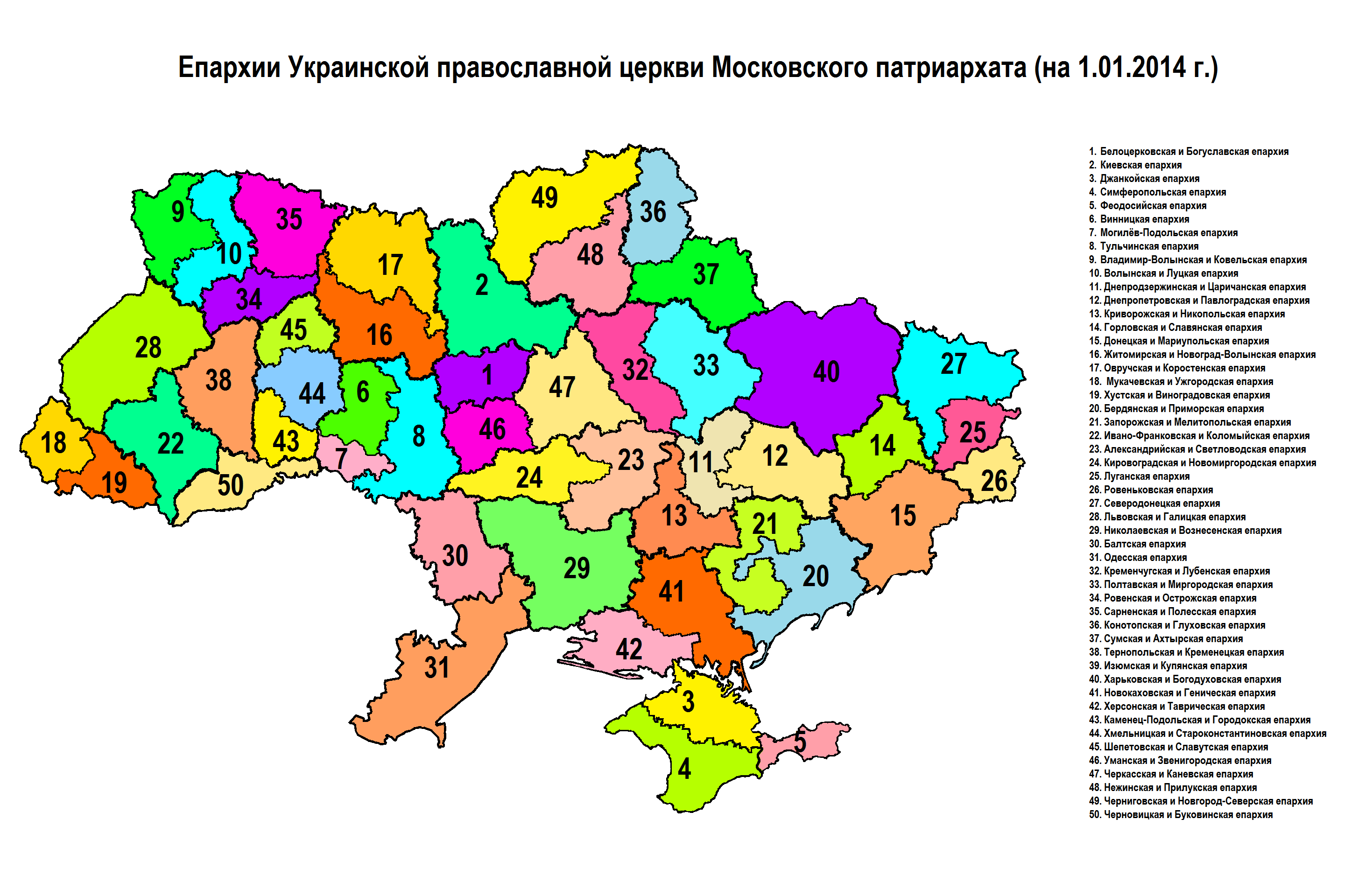
Podział administracyjny Kościoła (stan na 1 stycznia 2014 r.)

Najwyższy zarząd w Kościele sprawuje Sobór Ukraińskiego Kościoła Prawosławnego, który zwoływany jest przez metropolitę kijowskiego i całej Ukrainy i jest tworzony przez biskupów oraz przedstawicieli duchowieństwa świeckiego i zakonnego oraz świeckich. Procedurę wyboru delegatów opracowuje Święty Synod Ukraińskiego Kościoła Prawosławnego; na jego czele każdorazowo staje metropolita kijowski. Obowiązkami soboru są zachowanie bez zmian nauki Kościoła w zakresie wiary i moralności, zachowanie całości Kościoła, jego związku z Patriarchatem Moskiewskim i innymi Kościołami lokalnymi, wdrażanie postanowień Soborów Lokalnych Rosyjskiego Kościoła Prawosławnego, rozwiązywanie bieżących problemów teologicznych, kanonicznych, liturgicznych i personalnych Kościoła oraz uchwalanie jego Statutu.
W okresie między soborami za kierowanie Kościołem odpowiada Sobór Biskupów, w skład którego wchodzą biskupi ordynariusze oraz ci biskupi pomocniczy, którzy przewodniczą agendom zadaniowym Kościoła lub pełnią funkcje rektorów akademii duchownych. Sobór Biskupów zwoływany jest co najmniej raz na rok przez metropolitę kijowskiego i całej Ukrainy (bądź locum tenens metropolii), który jest też każdorazowo jego przewodniczącym. Jego kompetencje obejmują rozwiązywanie bieżących problemów Kościoła, wybór metropolity kijowskiego i całej Ukrainy, przeprowadzanie kanonizacji świętych; sobór jest również sądem kościelnym najwyższej instancji. Może zdecydować o rozwiązaniu metropolii kijowskiej. Decyzje soboru są ważne, gdy w obradach bierze udział 2/3 powołanych; są podejmowane w jawnym lub tajnym głosowaniu zwykłą większością.
Pomiędzy posiedzeniami Soboru Biskupów organem zarządzającym Kościołem jest Święty Synod Ukraińskiego Kościoła Prawosławnego, w skład którego wchodzi siedmiu członków stałych i trzech czasowych, wybieranych na półroczną kadencję. Przewodniczącym Synodu jest metropolita kijowski i całej Ukrainy. Aktualnie stałymi członkami synodu są: metropolita odeski i izmaelski Agatangel, metropolita symferopolski Łazarz, metropolita doniecki Hilarion oraz arcybiskup chustski Marek. Synod zwoływany jest przez metropolitę kijowskiego i całej Ukrainy co najmniej cztery razy w roku. Do obowiązków Synodu należy powoływanie i likwidowanie eparchii, wyznaczanie nowych biskupów oraz przenoszenie hierarchów w stan spoczynku, nadzorowanie wprowadzania w życie postanowień soborów, rozwiązywanie bieżących problemów personalnych, teologicznych, kanonicznych, liturgicznych i administracyjnych, zakładanie nowych agend kościelnych i wyznaczanie ich przewodniczących, tworzenie monasterów i uczelni duchownych, nadawanie przywileju stauropigii, powoływanie komisji zajmujących się rozwiązywaniem bieżących problemów Kościoła, kierowanie listów pasterskich do wiernych Kościoła, opiniowanie bieżących wydarzeń w życiu autokefalicznych Kościołów prawosławnych oraz w stosunkach międzywyznaniowych, nadzór nad majątkiem Kościoła, dbałość o jego świątynie.

## Działalność zagraniczna
W grudniu 2019 r. utworzono pierwszą placówkę Ukraińskiego Kościoła Prawosławnego Patriarchatu Moskiewskiego w Kanadzie – parafię Narodzenia Matki Bożej w Richmond Hill, obsługiwaną przez delegowanych mnichów z ławry Peczerskiej.